# Lanxangia
 Lanxangia là một chi thực vật được mô tả năm 2018 và thuộc họ Zingiberaceae. Các loài trong chi này sinh sống tại vùng nhiệt đới và cận nhiệt đới từ miền nam Trung Quốc tới miền bắc Đông Dương, bao gồm Lào, Thái Lan và Việt Nam. Cho tới năm 2018 nó được coi là một phần của chi Amomum.

## Các loài
Plants of the World Online (2020) công nhận 8 loài như sau:
- Lanxangia capsiciformis (S.Q.Tong) M.F.Newman & Škorničk., 2018: Tây tỉnh Vân Nam. Tên tiếng Trung: 辣椒砂仁 (lạt tiêu sa nhân).
- Lanxangia coriandriodora (S.Q.Tong & Y.M.Xia) M.F.Newman & Škorničk., 2018: Từ phía nam tỉnh Vân Nam đến miền bắc Thái Lan. Tên tiếng Trung: 荽味砂仁 (tuy vị sa nhân).
- Lanxangia jingxiensis (D.Fang & D.H.Qin) M.F.Newman & Škorničk., 2018: Tây tỉnh Quảng Tây. Tên tiếng Trung: 狭叶豆蔻 (hiệp diệp đậu khấu).
- Lanxangia paratsao-ko (S.Q.Tong & Y.M.Xia) M.F.Newman & Škorničk., 2018: Quảng Tây, Quý Châu, Vân Nam. Tên tiếng Trung: 拟草果 (nghĩ thảo quả).
- Lanxangia scarlatina (H.T.Tsai & P.S.Chen) M.F.Newman & Škorničk., 2018: Myanmar (Kachin),[3] Trung Quốc (Vân Nam). Tên tiếng Trung: 红花砂仁 (hồng hoa sa nhân).
- Lanxangia thysanochilila (S.Q.Tong & Y.M.Xia) M.F.Newman & Škorničk., 2018: Phía nam tỉnh Vân Nam. Tên tiếng Trung: 梳唇砂仁 (sơ thần sa nhân).
- Lanxangia tsao-ko (Crevost & Lemarié) M.F.Newman & Škorničk., 2018 - thảo quả, tên tiếng Trung: 草果, loài điển hình của chi. Phía nam tỉnh Vân Nam, vùng núi miền bắc Việt Nam, Lào.
- Lanxangia tuberculata (D.Fang) M.F.Newman & Škorničk., 2018: Quảng Tây. Tên tiếng Trung: 德保豆蔻 (Đức Bảo đậu khấu).

## Liên kết ngài
- Dữ liệu liên quan tới Lanxangia tại Wikispecies
- Tư liệu liên quan tới Lanxangia tại Wikimedia Commons